# Bredsättra kyrka
Bredsättra kyrka är en kyrkobyggnad i Växjö stift. Den är församlingskyrka i Köpingsviks församling.

## Kyrkobyggnaden
Efter en pennteckning 1634 av  J.H. Rhezelius var den dåvarande medeltida kyrkan en typisk öländsk klövsadelkyrka med försvarstorn i väst och öst. Förutom låghuset som förband de båda tornen fans en liten korabsid i öster. Sydsidan var försedd med et vapenhus och på norrsidan i anslutning till östtornet hade en sakristia byggts. Vid kyrkogårdens sydöstra hörn stod en enkel klockstapel.
Kyrkorummets inre var enligt Abraham Ahlqvists uppteckning försett med ett plant brädtak målat med änglar och andra motiv. Även kyrkväggarna var bemålade. Ahlqvist noterar att kyrkan var liten och trång, men tillräckligt upplyst av två fönster på den södra sidan och två mindre på norra. Under nuvarande kyrkans golv finns resterna av klövsadelkyrkan. Västtornet med tre våningar blev bevarat och ingår i den nuvarande kyrkan. I "övre" delen av tornets andra våning finns en vaktcell. 
Ritningar till den nya kyrkan hade gjorts upp Theodor Edberg. Ansvarig för byggnadsarbetet som tog sin början 1846 var Gustaf Rudwall från Kalmar. När denne avled 1848 tog byggmästare C L Lindgren från Södra Greda vid. Den nya kyrkan blev en tidstypisk  nyklassicistisk  byggnad, även om byggmästarna i samråd med församlingens önskan avvek till en del från de ursprungliga ritningarna. I och för sig var det inte alls ovanligt vid kyrkobyggen att församlingen och byggmästaren fick sista ordet. Inte så sällan förenklade man det ursprungliga ritningsförslaget. När kyrkan var färdig bestod den av ett långhus av salkyrkotyp med trä tunnvalv och ett rakt avslutande kor i öster, samt en sakristia på norrsidan.  Den gamla tornet i väster från 1200-talet försågs 1861 med en åttasidig lanternin för kyrkans klockor krönt av ett hjälmformat tak med spira.

## Inventarier
- Dopfunten är ifrån 1200-talet och gjord av Calcarius I från Gotland.
- Primklocka, troligen från omkring 1300.
- Krucifix. Kristusbild  av ek daterad till  omkring 1500-talet som ingått i ett äldre altarskåp. Korset är tillverkat 1770
- Skulptur från  1400-talet föreställande Heliga Katarina av Vadstena,samt ytterligare en skulptur av ett ännu inte identifierat helgon.
- Koret domineras av en pampig altaruppställning som omramar  Sven Gustaf Lindbloms kopia av David von Kraffts altartavlan i Kalmar domkyrka med motiv : Korsnedtagningen. Över denna tavla finns en mindre även denna en kopia efter Fredric Westins tavla i Kungsholms kyrka:Kristi uppståndelse . På altaruppsatsen finns också skulputurer från ett altarskåp från senmedeltiden. Draperimålningen är troligen utfört 1850 av målaremästare C O Poijes från Mönsterås. [1]
- Predikstolen är från 1768 och övertogs från den gamla kyrkan. Den är tillverkad av Nils Linhardt Lindman och dekorationsmålad av Anders Georg Wadsten.
- Bänkinredning med dörrar mot mittgången.
- Orgelläktare med utsvängt mittstycke.
- I kyrkan finns också ett av Ölands äldsta votivskepp Svea från 1700-talets mitt.
- Klockorna är gjutna 1863 (den stora) respektive 1833  (den lilla).

## Bildgalleri

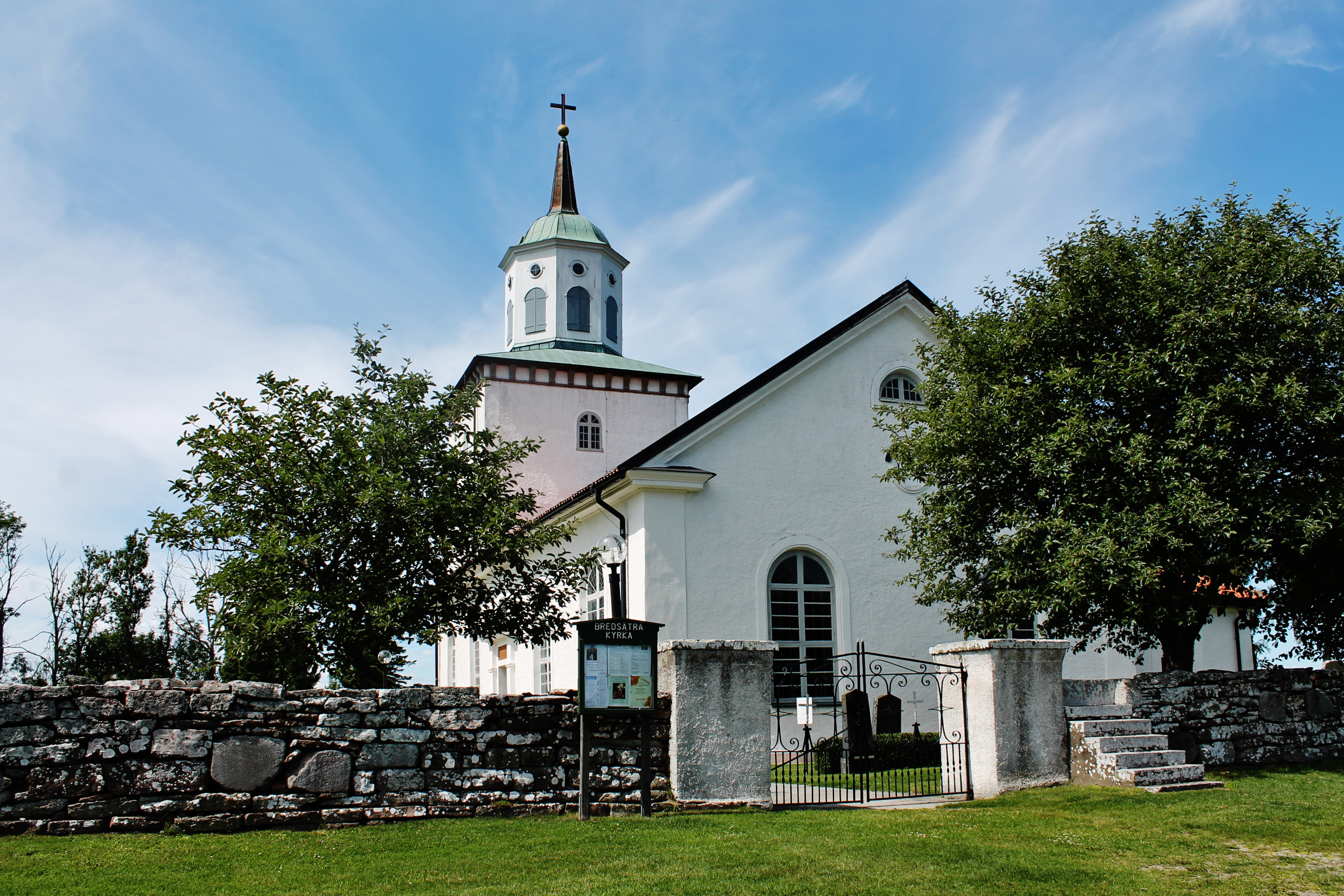
Kyrkan från öster
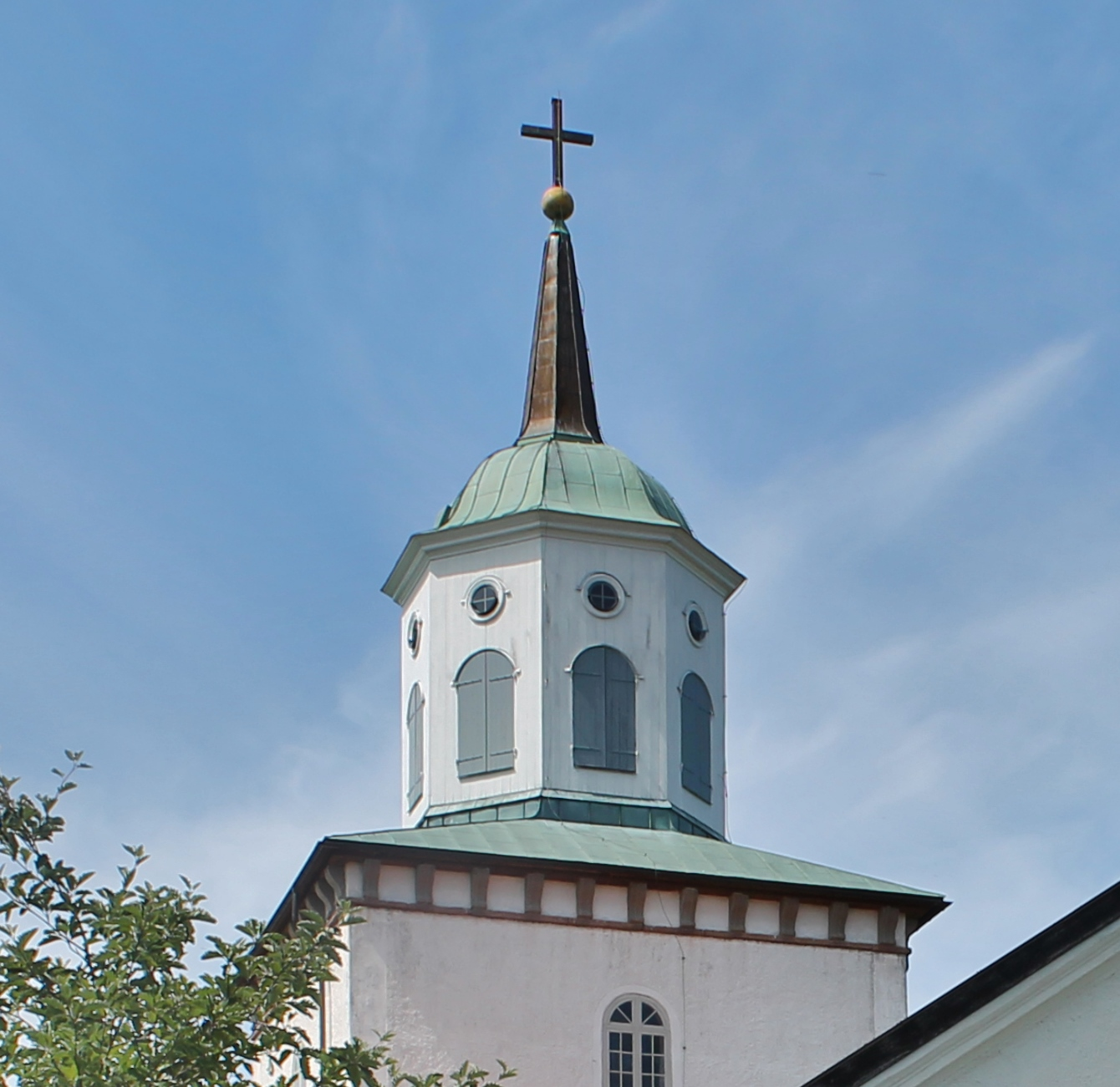
Kyrkans lanternin
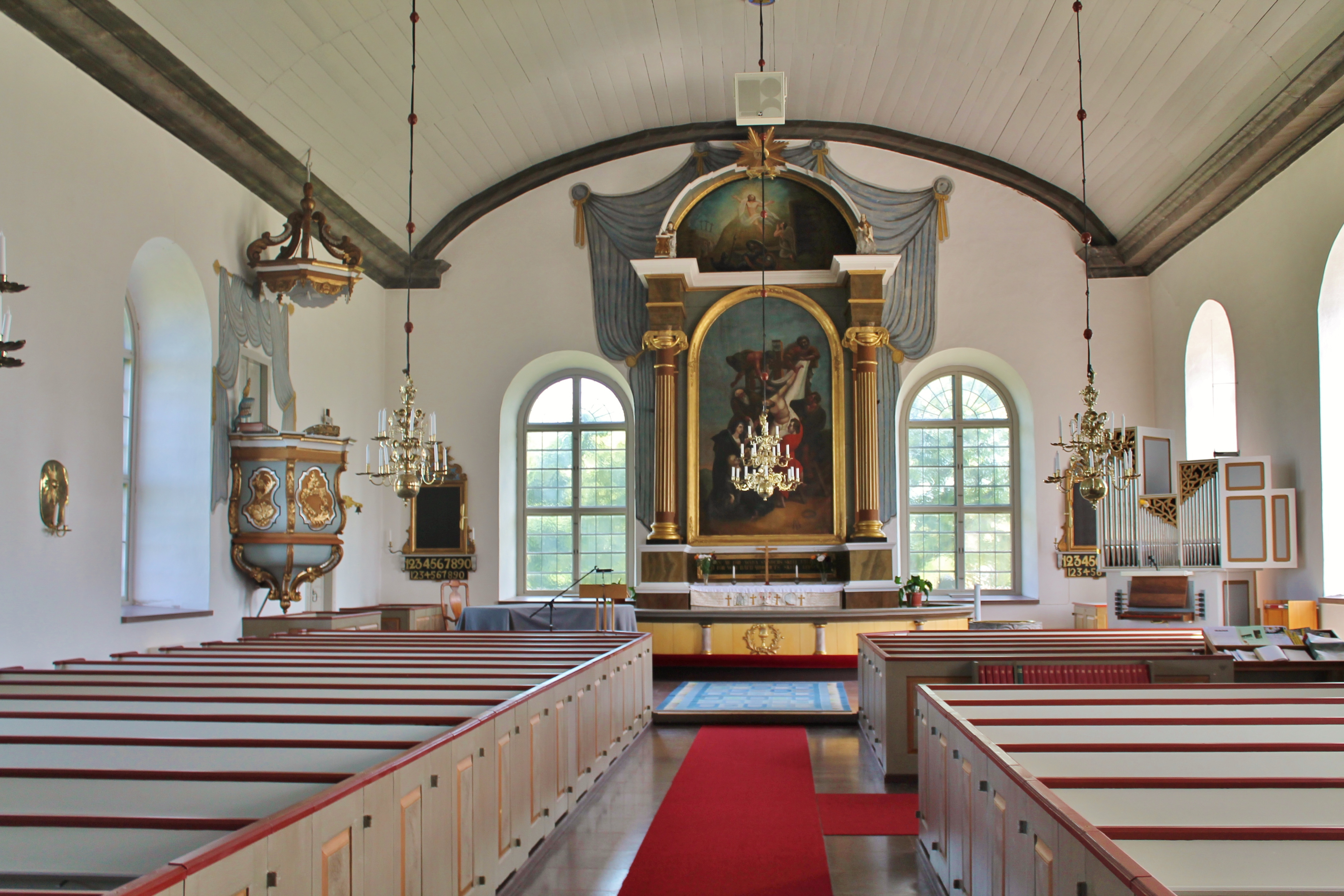
Interiör mot öster
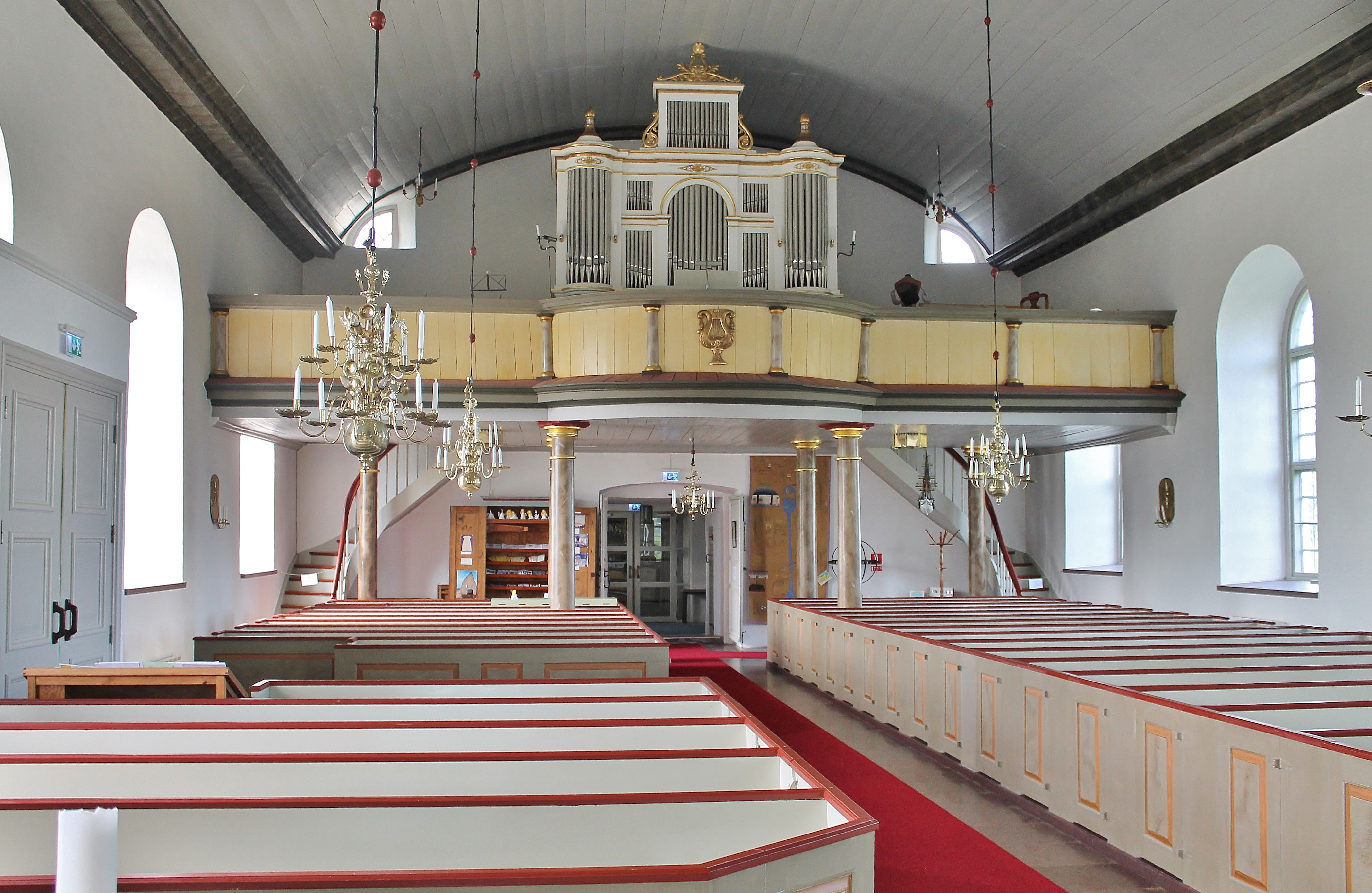
Interiör mot väster
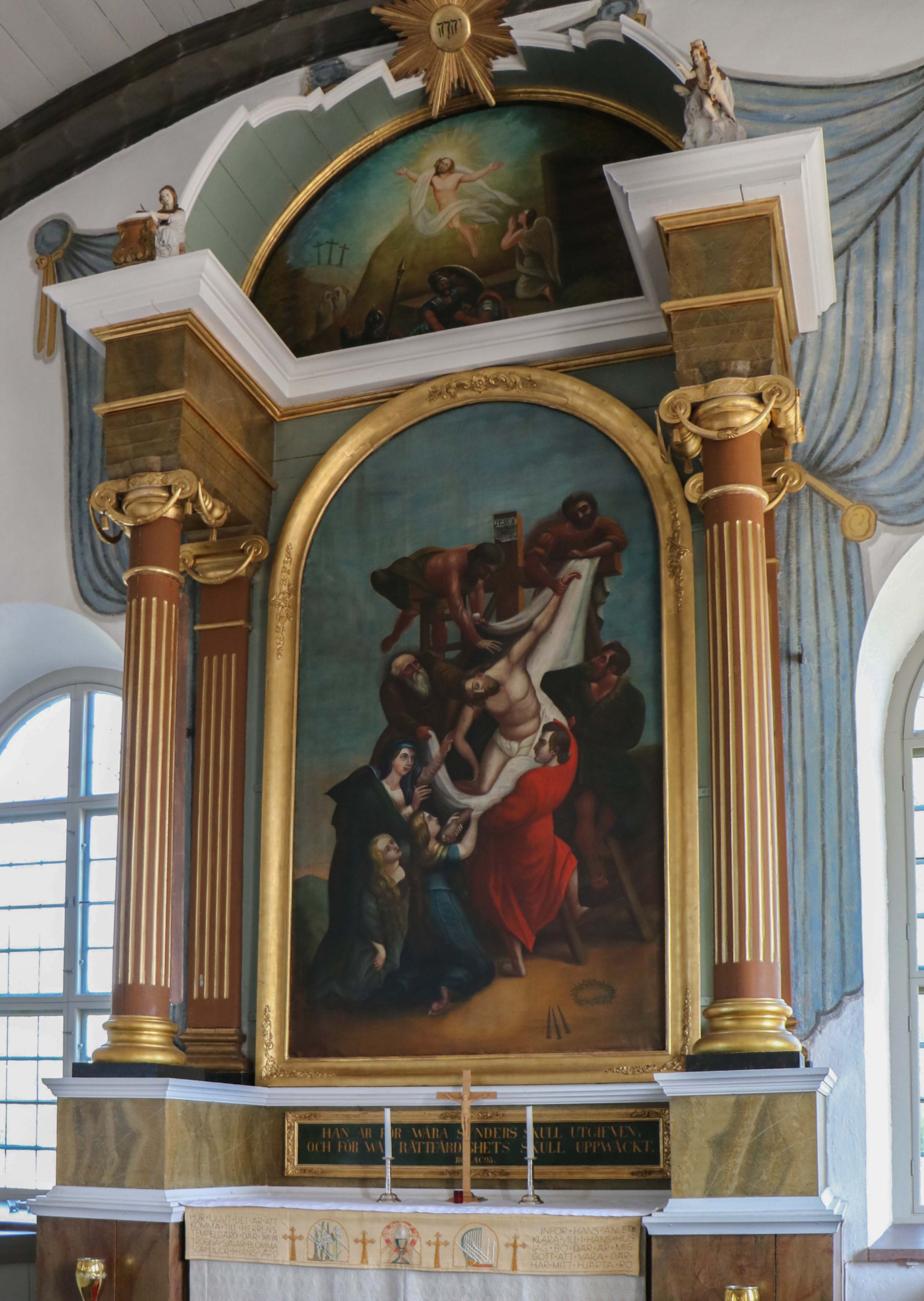
Altaruppställningen
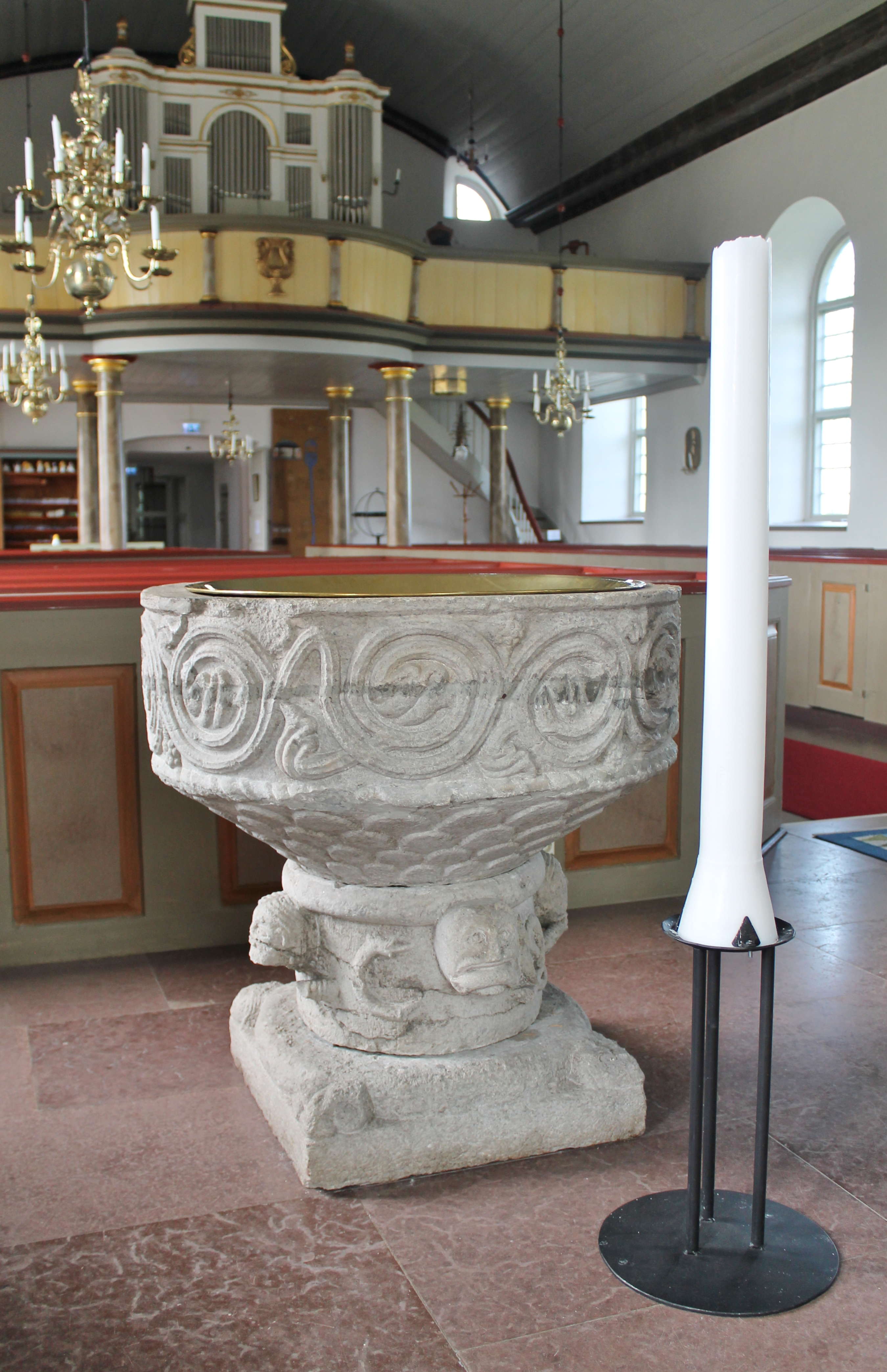
Calcarius dopfunt
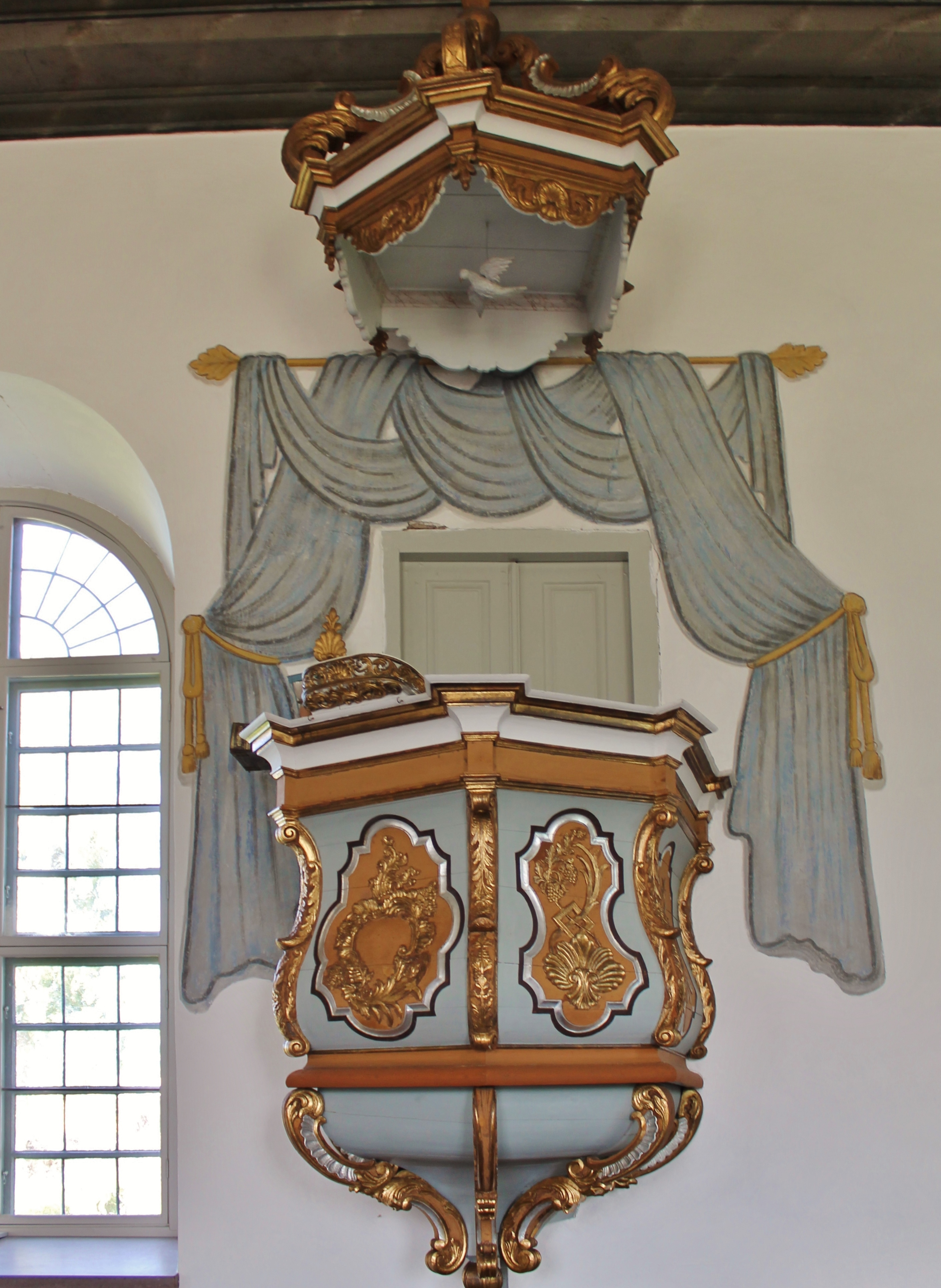
Predikstolen
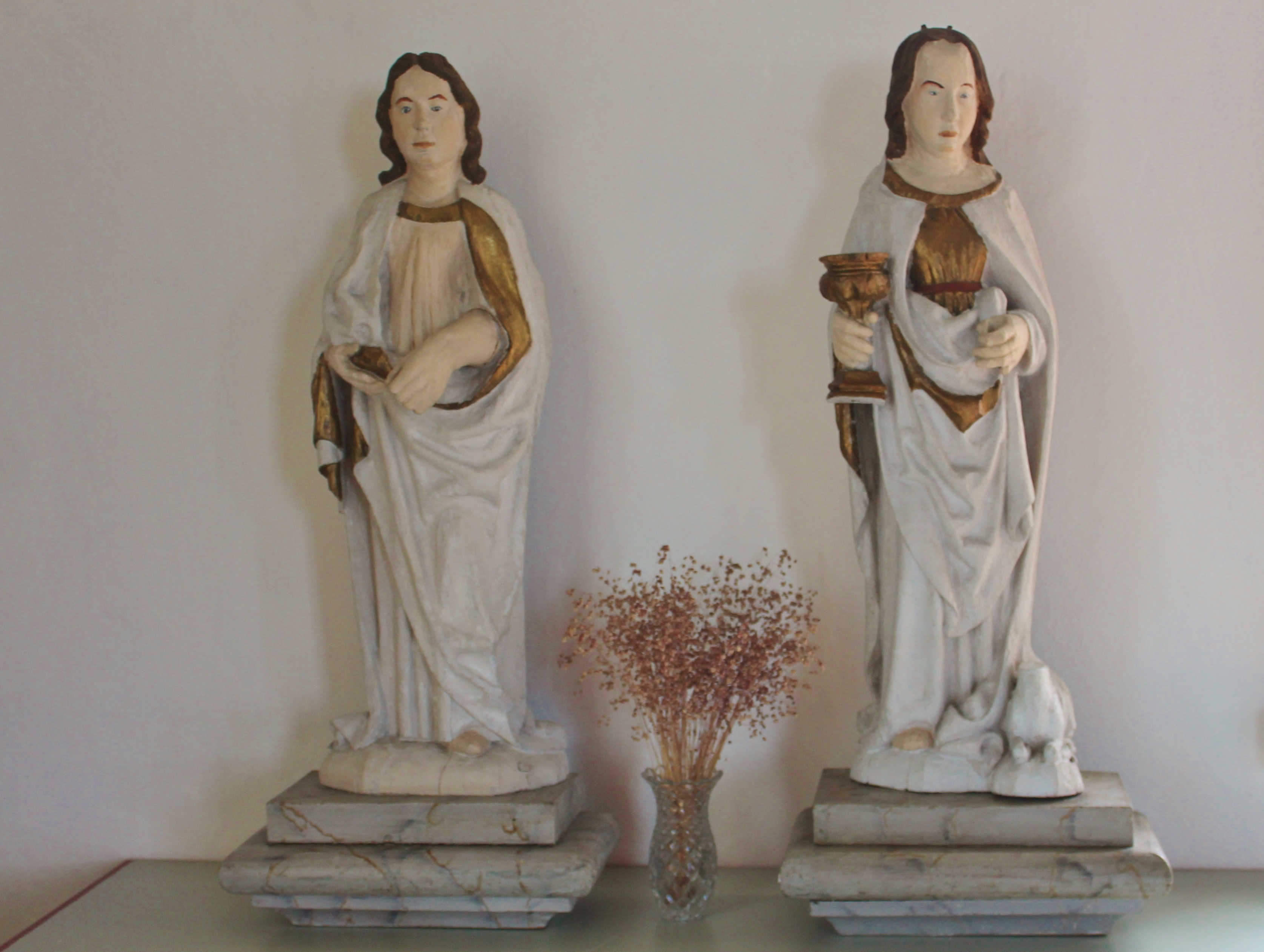
Katarina av Vadstena (till höger) och ett okänt helgon
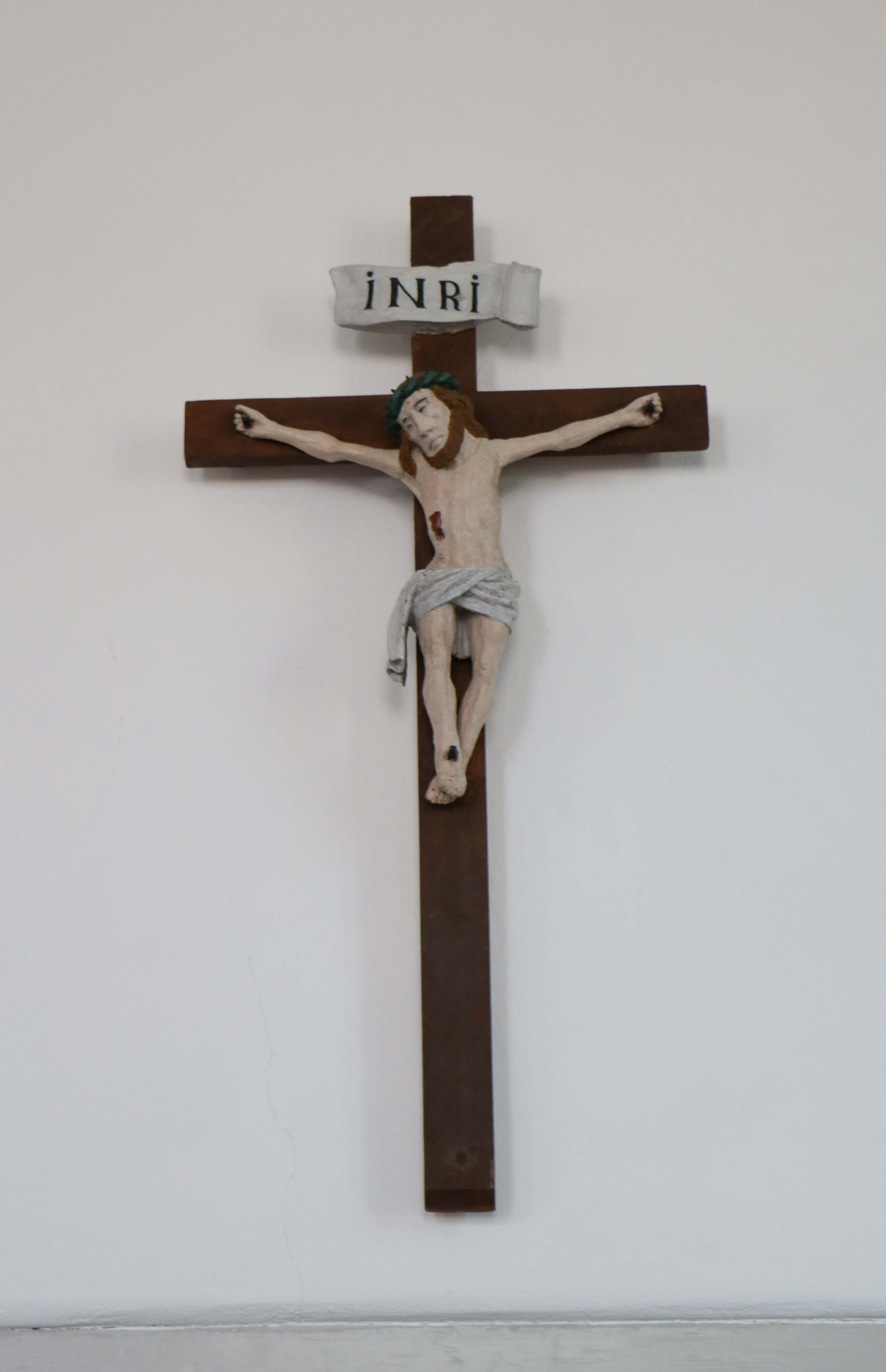
Krucifix
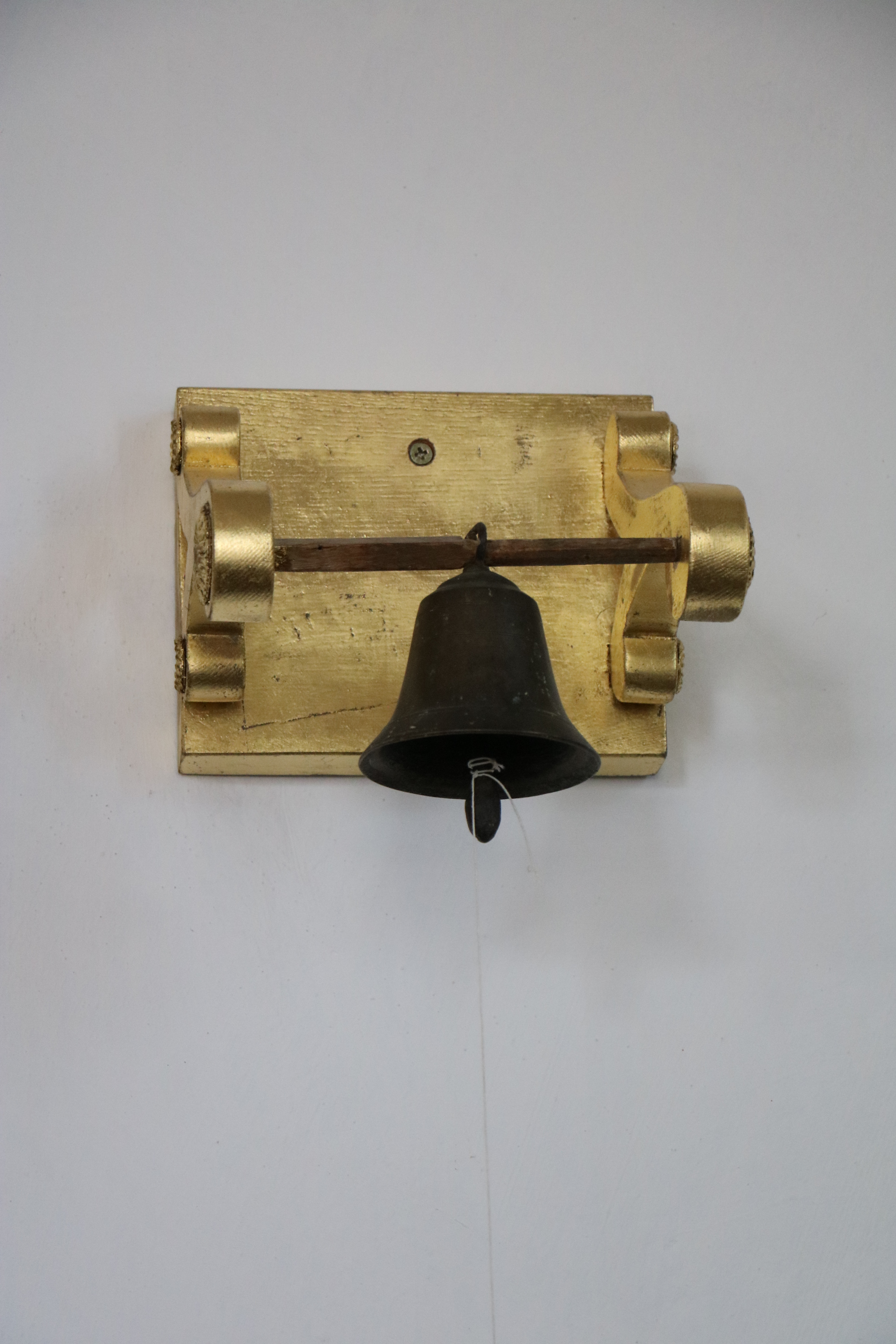
Primklocka
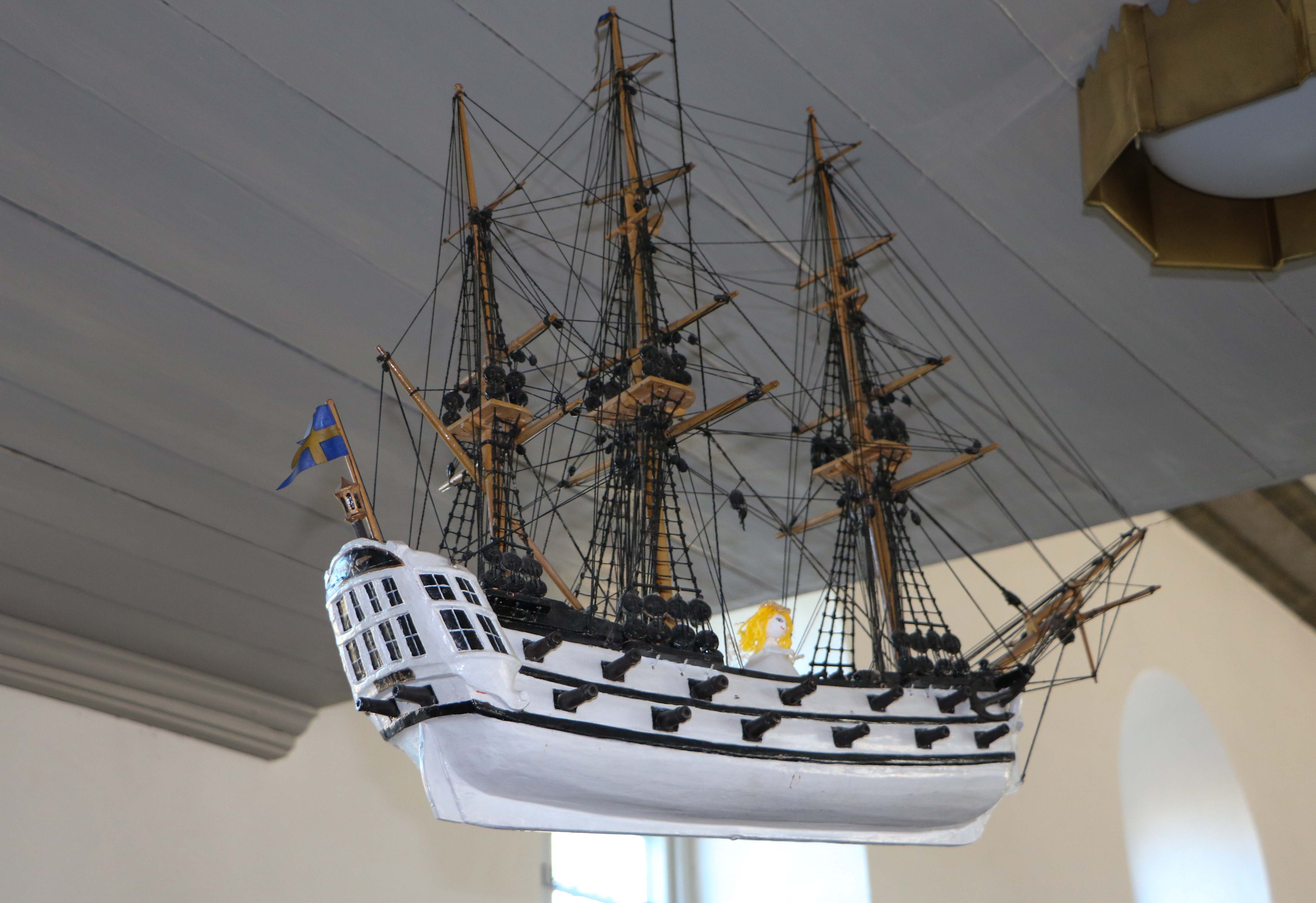
Votivskeppet Svea
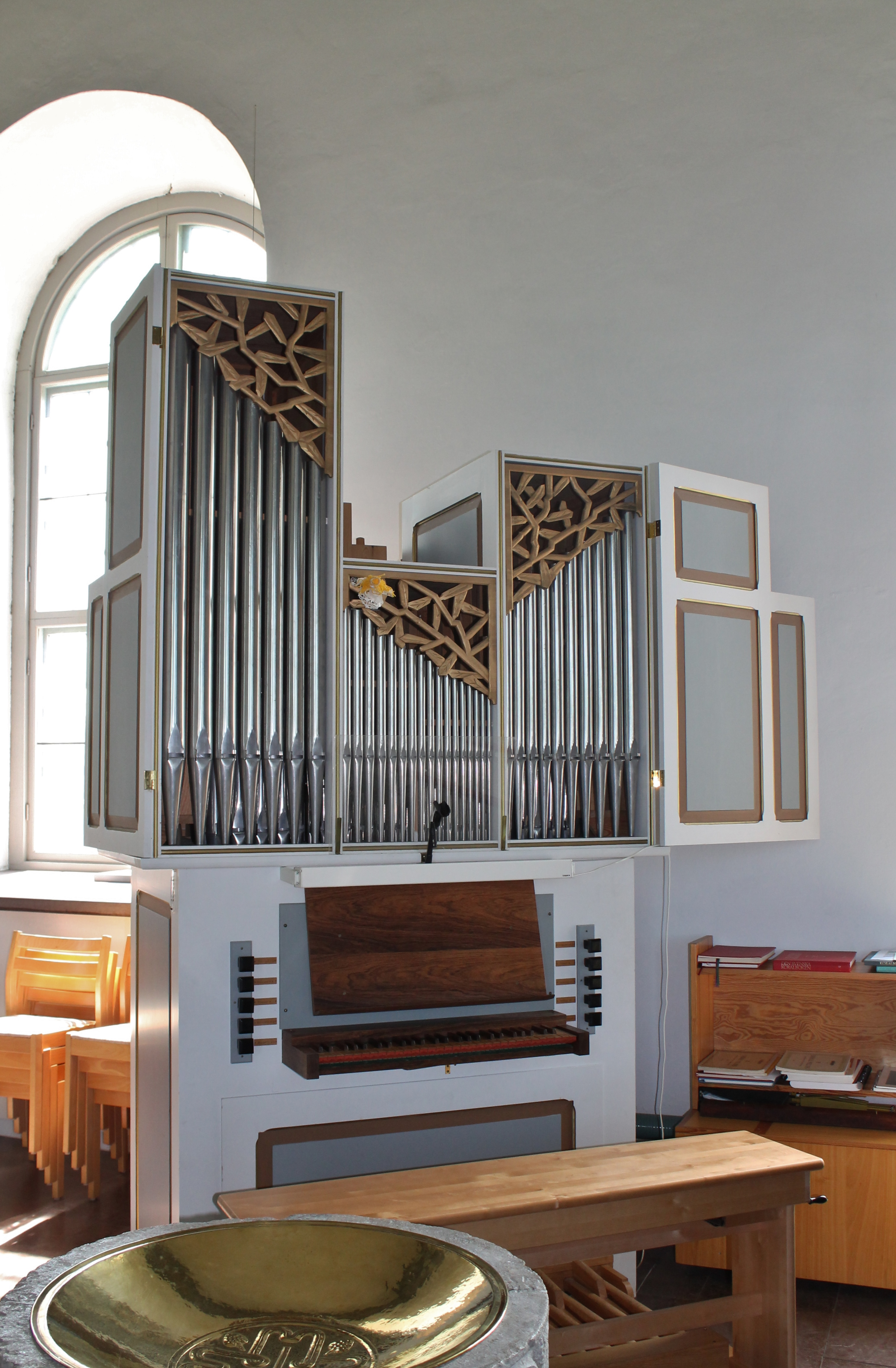
Kororgeln

## Orglar

### Läktarorgel

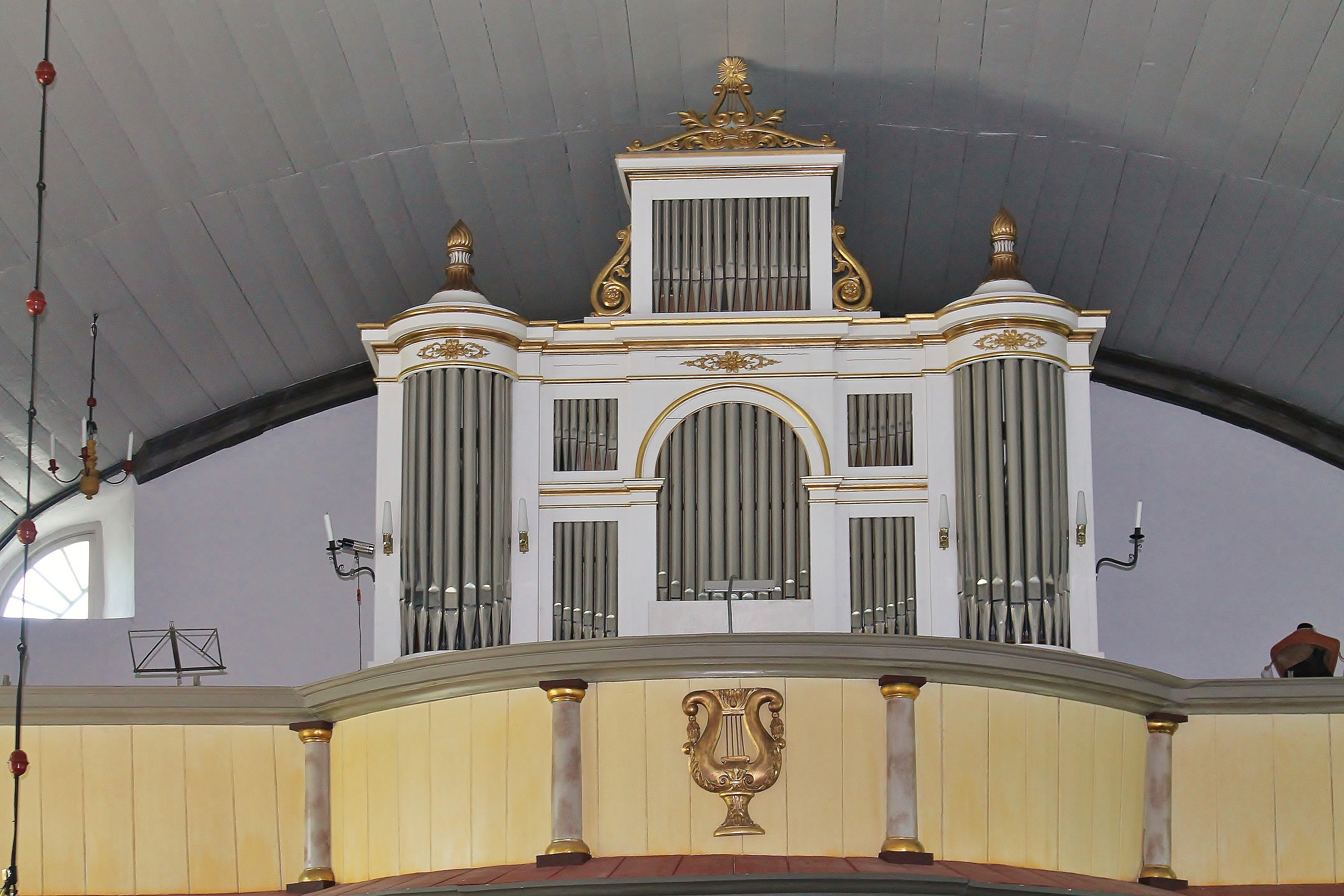
Läktarorgeln

- 1875 uppförde Carl August Johansson, Hovmantorp, ett orgelverk på nio stämmor. Tillhörande orgelfasad ritades av Ernst Evdvard von Rothstein.[2]
- 1900 reparerades och omintonerades orgeln av Emil Wirell, Virestad.[3]
- 1947 och 1966 omdanades orgeln av A. Mårtenssons orgelfabrik.[2]
- 1986 renoverades och återdisponerades orgelverket av J. Künkels Orgelverkstad.

| Manual              | Pedal        | Koppel    |
| Borduna 16′         | Subbas 16′   | Manual 4′ |
| Principal 8′        | Harmonika 8′ |           |
| Gedackt 8′          |              |           |
| Fugara 8′           |              |           |
| Gamba 8′            |              |           |
| Oktava 4′           |              |           |
| Flûte octaviante 4′ |              |           |
| Cornett 4 chor      |              |           |
| Trumpet 8′          |              |           |

### Kororgel
- 1978 byggdes en mekanisk kororgel av Nye Orgelbyggeri.

| Manual                      | Pedal      | Koppel  |
| Blockflöjt 8’ Bas/Diskant   | Subbas 16’ | Man/Ped |
| Principal 4’ Bas/Diskant    |            |         |
| Pommer 4’                   |            |         |
| Waldflöjt 2’                |            |         |
| Sesquialtera 2 chor Diskant |            |         |
| Scharf 2 chor               |            |         |

## Sankta Birgittas kapell

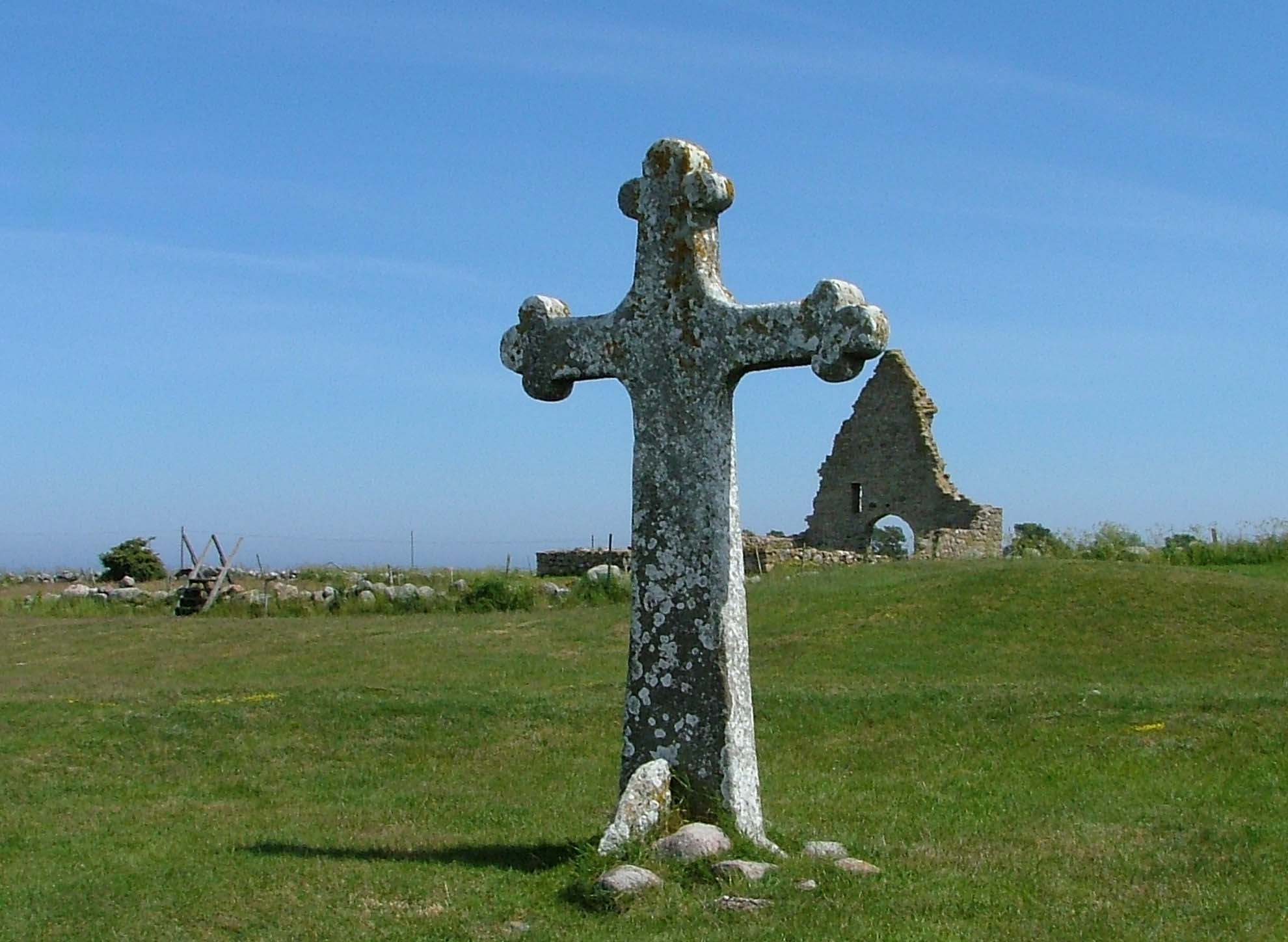
Sankta Birgittas kapell vid Kapelludden

I Bredsättra församling är också ruinerna av ett kapell från 1200-talet helgat åt Heliga Birgitta  beläget.
- Se Kapelludden.